# Города Индокитая с населением более 100 тысяч жителей
Города Индокитая с населением более 100 тысяч жителей. Жирным шрифтом выделены города-миллионеры.

## Вьетнам
см. также Города Вьетнама
- Бьенхоа
- Винь
- Вунгтоу
- Далат
- Дананг
- Камфа
- Кантхо
- Куангчи
- Куинён
- Лонгсюен
- Буонметхуот
- Митхо
- Намдинь
- Нячанг
- Ратьзя
- Тхайнгуен
- Фантхьет
- Хайфон
- Ханой
- Халонг
- Хошимин
- Хюэ

## Камбоджа
см. также Города Камбоджи
- Пномпень

## Лаос
см. также Города Лаоса
- Вьентьян

## Мьянма (Бирма)
см. также Города Мьянмы
- Бассейн
- Мандалай
- Моламьяйн (Моулмейн)
- Моунъюа
- Пегу
- Ситуэ (Акьяб)
- Тавой
- Таунджи
- Янгон (Рангун)

## Сингапур
- Сингапур

## Таиланд
см. также Города Таиланда
- Бангкок
  - Нонтхабури
  - Самутпракан
- Бурирам
- Кхонкэн
- Накхонратчасима (Корат)
- Накхонсаван
- Накхонситхаммарат
- Сарабури
- Сонгкхла
- Убонратчатхани
- Удонтхани
- Хатъяй
- Чайяпхум
- Чиангмай

## См.также
- Список городов с населением более 100 тысяч жителей